# Józef Dziadul
Józef Dziadul (ur. 15 stycznia 1909 w gminie Sobotniki) – oficer artylerii rezerwy Wojska Polskiego, lekkoatleta, który specjalizował się w rzucie oszczepem.

## Życiorys
W latach 30. XX wieku był studentem Uniwersytetu Warszawskiego. W międzyczasie ukończył Szkołę Podchorążych Rezerwy Artylerii we Włodzimierzu Wołyńskim. W 1935 został mianowany na stopień podporucznika ze starszeństwem z 1 stycznia 1934 i 295. lokatą w korpusie oficerów rezerwy artylerii.
W 1936 roku wywalczył srebrny medal mistrzostw Polski seniorów. Rekord życiowy w rzucie oszczepem: 52,95 (27 września 1936, Wilno).
Uczestniczył w kampanii wrześniowej, a w lipcu 1940 został aresztowany. Był więziony w więzieniu na Łukiszakch w Wilnie. Od 15 września 1941 był żołnierzem 2 Korpusu Polskiego, walczył w Afryce i we Włoszech.